# Anterhynchium decoratum
Anterhynchium decoratum är en stekelart som först beskrevs av Henri Saussure 1856.  Anterhynchium decoratum ingår i släktet Anterhynchium och familjen Eumenidae. Inga underarter finns listade i Catalogue of Life.